# Inselinternat Norderney

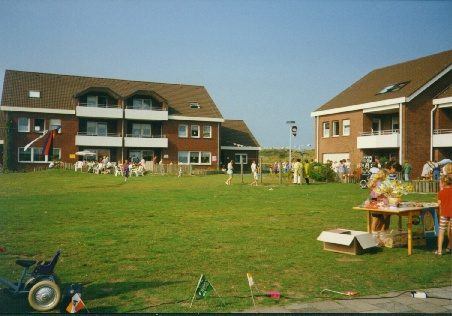
Inselinternat Norderney, Ansicht Benekestraße

Das Inselinternat Norderney, auch Asthma- und Allergiezentrum für Kinder und Jugendliche, war ein auf der ostfriesischen Insel Norderney eingerichtetes Internat für Jugendliche mit Asthma, Allergien und Neurodermitis. Gegründet wurde es am 15. Oktober 1978, geschlossen 2004.
Über 26 Jahre lang wurden viele hunderte erkrankte Jugendliche erfolgreich durch die Klimatherapie nach Wolfgang Menger behandelt, so dass es ihnen möglich war, einen Schulabschluss zu erlangen. Die Schüler besuchten dazu die örtliche KGS Norderney, die aufgrund der vielen Internatsschüler zu einer Gesamtschule mit Gymnasialzweig erweitert werden konnte.
Finanziert wurde die Internatsunterbringung der Kinder und Jugendlichen zum Teil durch die Wohlfahrtsverbände und durch Eigenanteile der Eltern. Träger war der Diakonissen-Mutterhaus Kinderheil e. V. mit Sitz in Bad Harzburg, welcher in unmittelbarer Nähe auch die Trägerschaft der Seehospiz Norderney GmbH innehat, eine Rehabilitationsklinik für Kinder und Jugendliche.